# Justin Stagl
Justin Stagl (* 9. Januar 1941 in Klagenfurt) ist ein österreichischer Soziologe mit dem Schwerpunkt Kultursoziologie.

## Leben
Nach seiner Matura am humanistischen Zweig des Klagenfurter Bundesgymnasiums studierte er Ethnologie, Psychologie und Philosophie in Wien und promovierte dort 1965 in Ethnologie. Danach bezog er Soziologie und Linguistik in seine weiteren Studien in Leiden (Niederlande) und Münster ein und arbeitete 1967–69 als Assistent am Institut für Soziologie der Universität Graz. Nach weiteren Assistenturen in München und Salzburg habilitierte er sich dort 1973 für Soziologie.
1974–91 wirkte er als Professor am Seminar für Soziologie der Universität Bonn, von wo er 1991 auf ein Ordinariat nach Salzburg berufen wurde. Gastprofessuren und Fellowships führten ihn an die University of Notre Dame (USA), an die École des Hautes Études en Sciences Sociales (Paris, Frankreich) und ans Netherland Institute for Advanced Study in the Social and Cultural Sciences (Wassenaar, Niederlande).
Er war langjährig Sprecher der Sektion Kultursoziologie der Deutschen Gesellschaft für Soziologie, 2002–2004 Mitglied des Herausgebergremiums der European Review der Academia Europaea (London) und Mitglied des Direktoriums der Görres-Gesellschaft. Der Academia Europaea gehört er seit 1993 als ordentliches Mitglied an.

## Schriften (Auswahl)
- zusammen mit Clemens Albrecht, Andreas Göbel, Manfred Prisching und Michel Maffesoli Hrsg. der zweimal jährlich im Duncker & Humblot Verlag Berlin erscheinenden Zeitschrift Sociologia Internationalis. Europäische Zeitschrift für Kulturforschung (SOCINT), ISSN 0038-0164
- Die Morphologie segmentärer Gesellschaften, Hain, Meisenheim am Glan 1974
- Kulturanthropologie und Gesellschaft, List, München 1974
- Aspekte der Kultursoziologie, Reimer, Berlin 1982
- zusammen mit Wolfdietrich Schmied-Kowarzik (Hrsg.): Grundfragen der Ethnologie. Beiträge zur gegenwärtigen Theorie-Diskussion (1981), Reimer, 2. erw. Auflage, Berlin 1993
- Eine Geschichte der Neugier, Böhlau, Wien 2002
- Sozio-kulturelle Metamorphosen, Winter, Heidelberg 2007